# ハドリアヌスの図書館

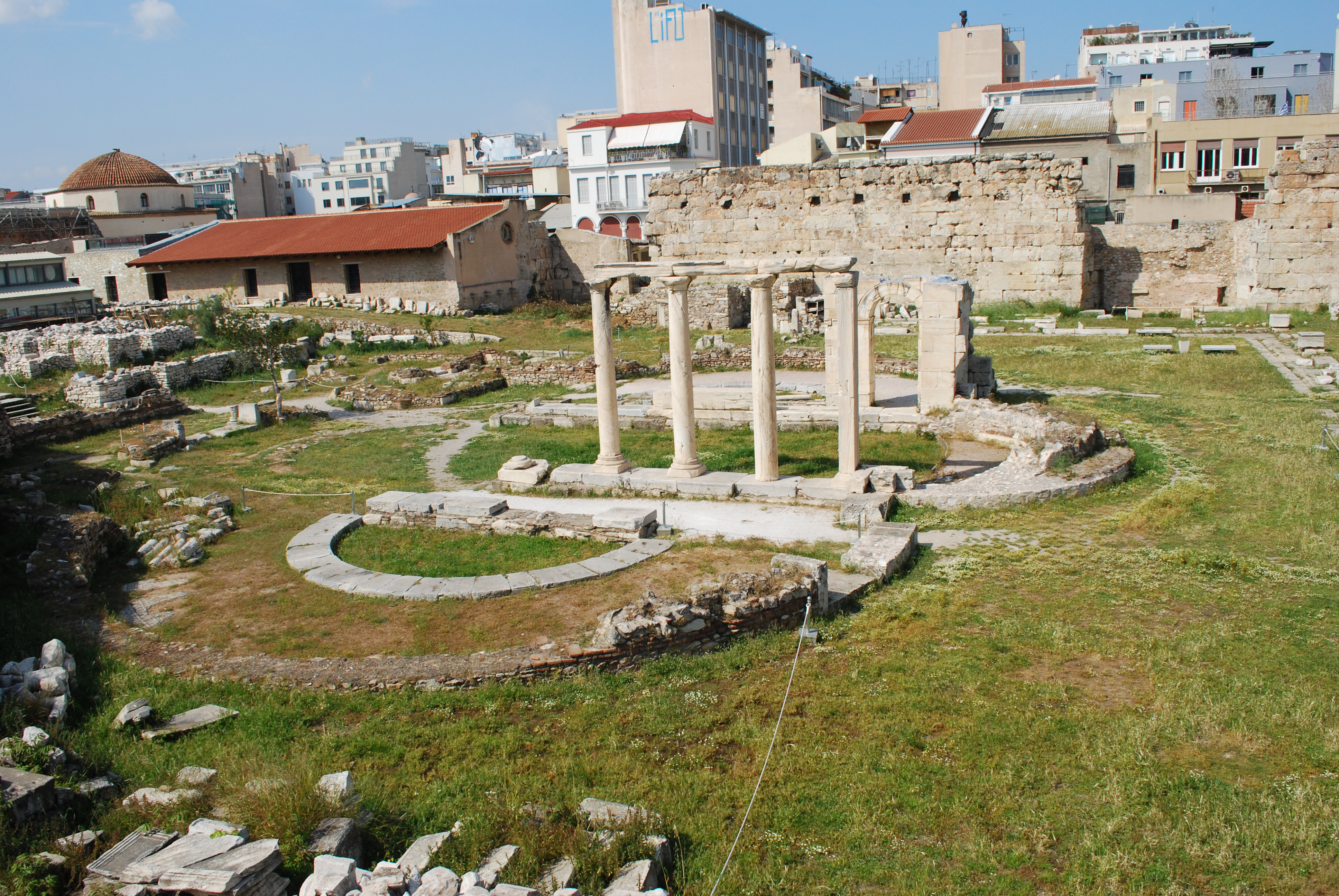
ハドリアヌスの図書館 全景

ハドリアヌスの図書館（ギリシア語: Βιβλιοθήκη του Αδριανού，英語: Hadrian's Library）ギリシャ アテネのアクロポリスの北麓にある神殿で、ローマ時代のアゴラの北隣に位置する。
ローマ皇帝ハドリアヌスが132年に建設したこの施設は古代ローマのフォルムのデザインに則っており、西側に1か所ある入口はコリント式円柱が並ぶプロピュライアとなっている。パピルスの巻物の書籍が置かれたのは敷地の東側の建物で、西側のプロピュライアと東側の建物の間の空間は、円柱が並んだ回廊内に装飾池を配した中庭となっていた。
267年にヘルール族の侵入により破壊されたが、412年に属州知事により修復され、5世紀中には中庭部分にキリスト教聖堂が造られた。7世紀になると3廊式の聖堂がそれに取って代わった。7世紀にはそれらの聖堂も取り壊され、パンタナサ聖堂（Εκκλησία της Παντανάσσης）の建物の一部となった。オスマン帝国時代は県庁の建物となっていた。

## 現地へのアクセス
- アテネ地下鉄 モナスティラキ駅 から南へ約50m